# Austrolimnophila subpacifera
Austrolimnophila subpacifera är en tvåvingeart som beskrevs av Alexander 1942. Austrolimnophila subpacifera ingår i släktet Austrolimnophila och familjen småharkrankar. Inga underarter finns listade i Catalogue of Life.